# Dominic Monaghan
Dominic Monaghan (Berlim, Alemanha, 8 de dezembro de 1976) é um ator britânico, nascido na  Alemanha, conhecido principalmente pela sua atuação na adaptação de Peter Jackson do livro O Senhor dos Anéis de J. R. R. Tolkien, no qual ele faz o papel de Meriadoc Brandebuque e por seu personagem Charlie Pace no seriado televisivo, Lost.

## Biografia
Nascido e criado em Berlim, aos 12 anos, Dominic e a sua família mudam-se para a Inglaterra.
Seu primeiro papel importante foi na série de televisão da BBC, Hetty Wainthropp Investigates, no qual interpretou o ajudante de Hetty (Routledge de Patricia). Dominic participou do seriado Lost. Também ganhou papel no filme X-Men Origins: Wolverine. Interpretava Simon em Flash Forward, série que foi cancelada ainda na primeira temporada.

## Filmografia

### Filmes
| Ano  | Filme                                             | Personagem           | Notas       |
| ---- | ------------------------------------------------- | -------------------- | ----------- |
| 1997 | Hostile Waters                                    | Sasha                | Filme de TV |
| 2001 | The Lord of the Rings: The Fellowship of the Ring | Meriadoc Brandybuck  |             |
| 2002 | The Lord of the Rings: The Two Towers             | Meriadoc Brandybuck  |             |
| 2003 | The Lord of the Rings: The Return of the King     | Meriadoc Brandybuck  |             |
| 2003 | An Insomniac's Nightmare                          | Jack                 |             |
| 2004 | Spivs                                             | Goat                 |             |
| 2004 | The Purifiers                                     | Sol                  |             |
| 2005 | Ringers: Lord of the Fans                         | Narrator             |             |
| 2005 | Shooting Livien                                   | Owen Scott           |             |
| 2008 | I Sell The Dead                                   | Arthur Blake         |             |
| 2009 | X-Men Origins: Wolverine                          | Chris Bradley / Bolt |             |
| 2011 | Pet                                               | Seth                 |             |
| 2011 | The Day                                           | Rick                 |             |
| 2012 | The Millionaire Tour                              | Casper               |             |
| 2015 | Molly Moon and the Incredible Book of Hypnotism   | Nockman              |             |
| 2016 | Pet                                               | Seth                 |             |
| 2017 | Atomica                                           | Robinson Scott       |             |
| 2018 | Mute                                              | Oswald               |             |
| 2019 | Star Wars: The Rise of Skywalker                  | Beaumont Kin         |             |

### Videoclipes
| Ano  | Clipe                | Artista                  | Notas                      |
| ---- | -------------------- | ------------------------ | -------------------------- |
| 2010 | Love The Way You Lie | Eminem featuring Rihanna | Participação com Megan Fox |

### Televisão
| Ano               | Série                                               | Personagem               |
| ----------------- | --------------------------------------------------- | ------------------------ |
| 1996 - 1998       | Hetty Wainthropp Investigates                       | Geoffrey Shawcross       |
| 2000              | This is Personal: The Hunt for the Yorkshire Ripper | Jimmy Furey              |
| 2000              | Monsignor Renard                                    | Etienne Pierre Rollinger |
| 2004 - 2008 2010  | Lost                                                | Charlie Pace             |
| 2008              | MADtv                                               | Charlie Pace             |
| 2008              | CQC                                                 | Charlie Pace             |
| 2009              | Chuck                                               | Charlie Pace             |
| 2009              | Flash Forward                                       | Simon                    |
| 2016              | Quantum Break                                       | William Joyce            |
| 2012 - Atualmente | Criaturas Estranhas                                 | Ele Mesmo                |

### Video games
| Ano  | Título                                        | Personagem                  | Notes                       |
| ---- | --------------------------------------------- | --------------------------- | --------------------------- |
| 2003 | The Lord of the Rings: The Return of the King | Meriadoc "Merry" Brandybuck | Voz                         |
| 2008 | Lost                                          | Charlie Pace                | Voz                         |
| 2012 | Lego The Lord of the Rings                    | Meriadoc "Merry" Brandybuck | Audios tirados do filme     |
| 2016 | Quantum Break                                 | William Joyce               | Voz e captura de movimentos |